# New Horizons
La misión New Horizons (en español, Nuevos Horizontes) es una misión espacial no tripulada de la NASA destinada a explorar Plutón, sus satélites y asteroides del cinturón de Kuiper.
La sonda se lanzó desde Cabo Cañaveral el 19 de enero de 2006. New Horizons se aproximó a Júpiter entre febrero y marzo de 2007, para aprovechar la asistencia gravitatoria del planeta y adquirir así una diferencia de velocidad de unos 4 023 m/s (14 482 km/h).  El 14 de julio de 2015 a las 11:49:04 UTC, la sonda llegó al punto más cercano a Plutón (12 500 km), realizando todo tipo de mediciones del planeta enano. Tras el éxito de la misión principal, se prevé que la sonda explore a lo sumo dos objetos del cinturón de Kuiper.
New Horizons es una de las sondas espaciales con mayor velocidad respecto al Sol, alcanzando una diferencia máxima entre las velocidades inicial y final de 15,1 km/s (54 000 km/h). Comparativamente, se ve superada por la sonda Rosetta, que alcanzó los 108 000 km/h, y por las sondas Voyager 1 y Voyager 2. No obstante, todas ellas quedan lejos de los 252 900 km/h alcanzados por Helios B en abril de 1976 y de los 324 000 km/h registrados por la sonda Solar Parker el 1 de noviembre de 2018.
Luego, New Horizons voló sobre el objeto Arrokoth del cinturón de Kuiper  (el apodo era Ultima Thule en ese momento),  que ocurrió el 1 de enero de 2019, En ese momento estaba a 43.4 UA. En agosto de 2018, la NASA citó los resultados de la investigación de Alice «New Horizons» para confirmar si hay una «pared de hidrógeno» en el borde exterior del sistema solar. En 1992, dos naves espaciales Voyager descubrieron el «muro» por primera vez. 

## Antecedentes
Esta sonda es la primera misión del programa New Frontiers de la NASA, centrado en desarrollar sondas de medio coste, más caras que las de tipo Discovery y más baratas que las Flagship. El costo total de la misión es del orden de 650 millones de dólares para un periodo de 15 años (2001 a 2016).[cita requerida]
La sonda fue construida por el Instituto de Investigación del Suroeste (SwRI) y por el Laboratorio Johns Hopkins. Además de sus instrumentos científicos, la sonda lleva una colección de 434 738 nombres recopilados por el sitio web de la misión y guardados en un disco compacto, una pieza de la SpaceShipOne y una bandera de Estados Unidos, así como una moneda de 25 centavos de Florida y cenizas del descubridor de Plutón, el astrónomo Clyde Tombaugh.

## Objetivos

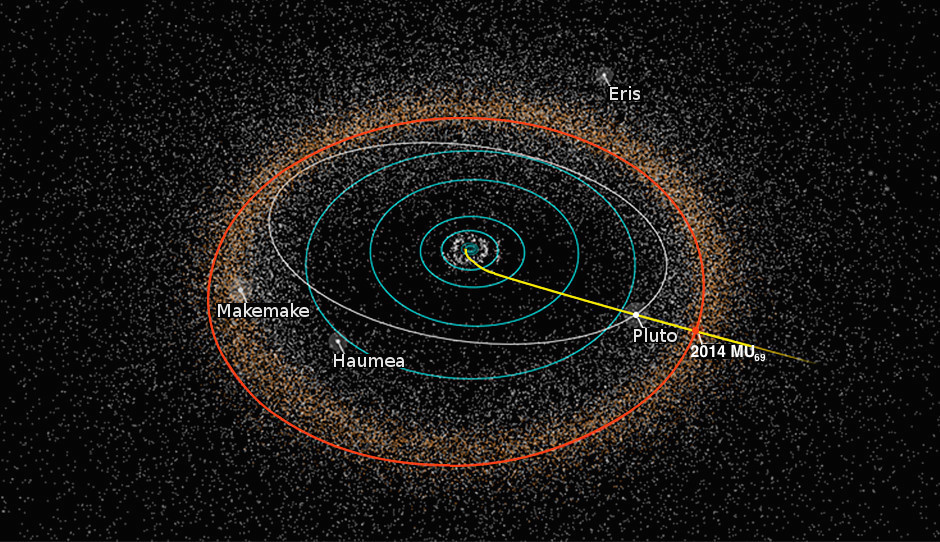
Trayectoria de la New Horizons, en rojo la órbita de 2014 MU69

El objetivo de la misión es estudiar cómo se formó el sistema de Plutón, el cinturón de Kuiper y la transformación del sistema solar primitivo. La nave espacial recopiló datos sobre las atmósferas, superficies, interiores y entornos de Plutón y sus lunas. Otro objetivo era el de estudiar otros objetos del cinturón de Kuiper. A modo de comparación, New Horizons reunió 5000 veces más datos de Plutón que las sondas Mariner del planeta Rojo.
Algunas de las preguntas que la misión intenta responder son: ¿De qué está hecha la atmósfera de Plutón y cómo se comporta? ¿Cómo se ve su superficie? ¿Hay grandes estructuras geológicas? ¿Cómo interactúan las partículas del viento solar con la atmósfera de Plutón?
Específicamente, los objetivos de la misión son:
- cartografiar la composición de la superficie de Plutón y Caronte
- caracterizar la geología y la morfología de Plutón y Caronte
- caracterizar la atmósfera neutral de Plutón y su tasa de escape
- encontrar atmósfera alrededor de Caronte
- cartografiar las temperaturas de la superficie en Plutón y Caronte
- obtener imágenes de Plutón y Caronte en alta resolución
- buscar anillos y más satélites adicionales alrededor de Plutón
- realizar investigaciones similares de uno o más objetos del cinturón de Kuiper

El 28 de agosto de 2015 la NASA anunció que el siguiente objetivo de la sonda sería sobrevolar el objeto transneptuniano 2014 MU69, objetivo que realizó con éxito el 1 de enero de 2019.

## Lanzamiento

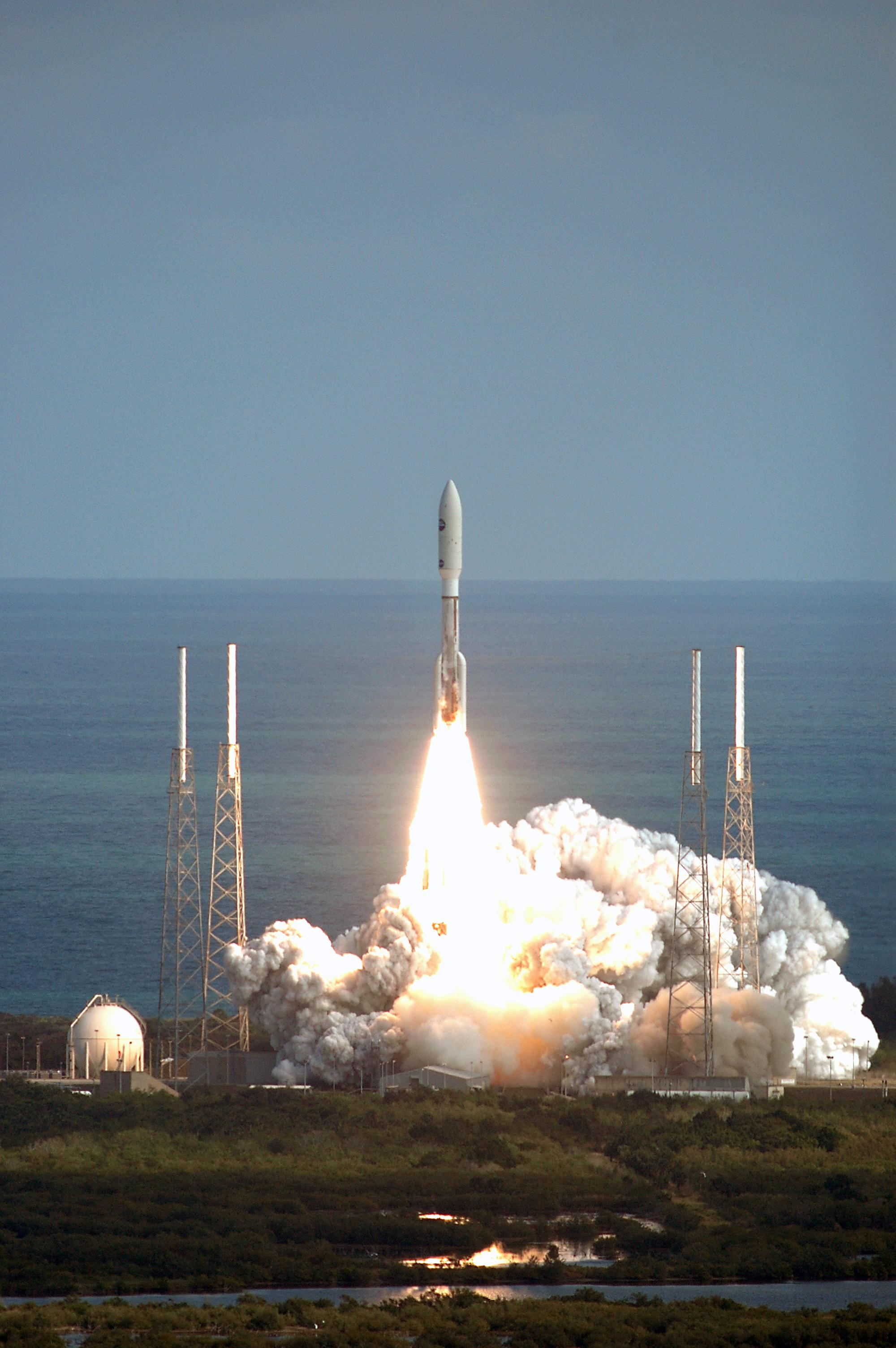
Lanzamiento de la sonda New Horizons

Su lanzamiento fue programado originalmente el 17 de enero de 2006 para permitir una inspección más exhaustiva de los propulsores de queroseno del cohete Atlas, y por retrasos menores el lanzamiento se trasladó al 19 de enero de 2006 despegando desde la Base de la Fuerza Aérea en Cabo Cañaveral.
Para su lanzamiento fue usado un cohete Atlas V, con una tercera etapa de combustible sólido Star 48b para aumentar su velocidad de escape, dándole al cohete un empuje total de 9 MN y una masa total de 726 000 kg.
La ventana de lanzamiento en enero de 2006 y tras un breve encuentro con el asteroide (132524) APL, le permitió alcanzar Júpiter, el 28 de febrero de 2007 tuvo su máximo acercamiento al planeta a una distancia de 2,3 millones de kilómetros (1.4 millones de millas), realizando a continuación una maniobra de asistencia gravitatoria, permitiendo ahorrar 3 años de viaje para llegar a Plutón, durante el sobrevuelo de Júpiter se pudieron realizar test de los instrumentos y posibilidades de la sonda, remitiendo información sobre la atmósfera joviana, sus lunas y su magnetosfera. Tras la visita a Júpiter la sonda fue puesta en estado de hibernación para preservar todos los instrumentos de a bordo, a excepción de un encendido anual para un pequeño chequeo. La sonda tiene el récord de la velocidad más alta con respecto a la Tierra y, por ahora, única que ha alcanzado la velocidad de escape del Sol, sin maniobras de asistencia gravitatoria.

## Instrumentos

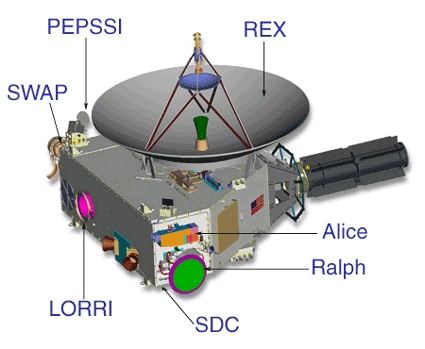
Instrumentos de la sonda New Horizons

Los instrumentos en la sonda están diseñados para que en el breve paso sobre Plutón y Caronte se obtenga la mayor información posible, como por ejemplo la composición y comportamiento de la atmósfera, la forma en que el viento solar interactúa con la misma, los elementos geográficos.

## Características técnicas
La nave fue construida en aluminio, con forma de triángulo, con 0,7 m de alto, 2,1 m de largo y 2,7 m de ancho, y pesaba en el lanzamiento 478 kg, 77 kg de los cuales corresponden al combustible y 30 kg a los instrumentos científicos. Cuando llegó a Plutón pesó solo 445 kg. Posee una antena parabólica de alta ganancia de 2.1 m de diámetro, montada en la parte superior del triángulo. El triángulo contiene los equipos electrónicos, cableado y los sistemas de propulsión. En el centro del triángulo hay un adaptador de separación. En la punta del mismo, está montado el generador termoeléctrico de radioisótopos (RTG, por sus siglas en inglés) para reducir la interferencia con los equipos. No hay baterías a bordo, por lo que toda la electricidad es producida por el RTG con pastillas de plutonio-238, recubiertas con iridio y envueltas en grafito. Los RTG generan 240 W de 30 V en el lanzamiento, y se reducirá a 200 W a la llegada a Plutón. El control de temperatura se consigue con pintura negra térmica, mantas térmicas, el calor que produce la RTG, radiadores, persianas y calentadores eléctricos.
La nave tiene tres ejes estabilizados, usando como propulsión un tanque de hidracina hecho de titanio con 77 kg de propelente montado en el centro del triángulo que la impulsa a una velocidad de 290 m/s (1 044 km/h). El tanque impulsa 16 motores de hidracina: 4 de 4,4 N de empuje para correcciones de trayectoria y doce de 0,9 N, usados para correcciones de actitud y otras maniobras. En cuanto a la navegación y la orientación de la sonda, la actitud se determina usando dos cámaras de seguimiento de estrellas (Star Trackers) con sensores CCD  y un catálogo de estrellas. También se usa una doble unidad de medición inercial (MIMU) conteniendo cada una tres giroscopios y tres acelerómetros que mantienen estable el vehículo espacial. La nave es controlada mediante cuatro ordenadores: un sistema de comandos, gestión de datos, orientación, y el procesador. El procesador es un Mongoose-V de 12 MHz (una versión mejorada y preparada para soportar la radiación del MIPS R3000). También se usan relojes de tiempo, además de software. Estos equipos se encuentran en un IEM (Integrated Electronics Module); hay dos de ellos. Los datos se registran en dos memorias de estado sólido de baja potencia con capacidad de 8 gigabit cada una.

## Comunicaciones

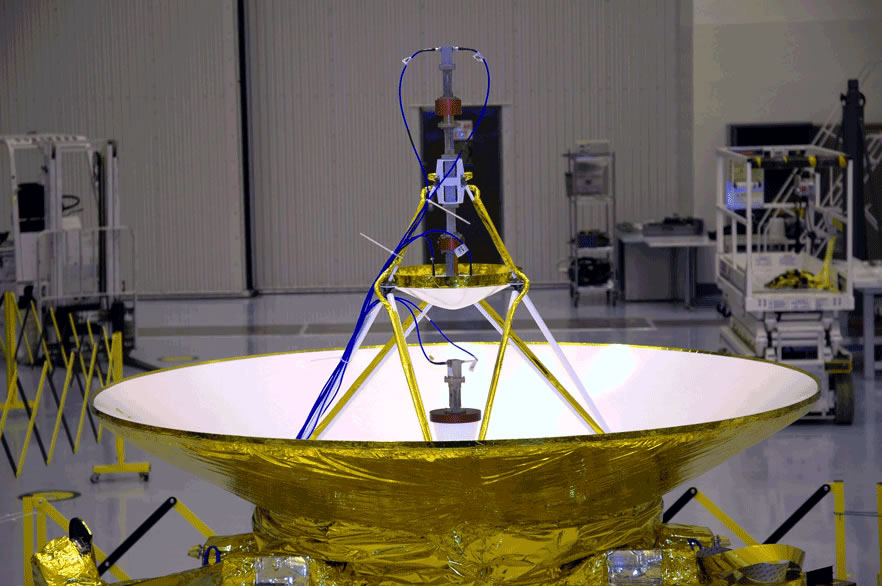
Antena de la sonda

Las comunicaciones con la Tierra se realizan por medio de la banda X. Cuanto mayor sea la distancia, menor será el caudal de comunicación. Por ejemplo, estaba previsto que desde Júpiter, la velocidad de comunicación sea de 38 kilobit por segundo. Sin embargo, desde la distancia de Plutón, mucho mayor, está previsto que el caudal de comunicación sea de tan solo de 600 a 1200 bits por segundo.
Esta baja velocidad significa que para enviar las fotografías de Plutón se tardará mucho tiempo, y habrá que esperar varios meses hasta tenerlas todas (se prevén 9 meses de espera). Por ejemplo, para el envío de una fotografía, a la velocidad de 1000 bit/s, aproximadamente se tardará 12 horas continuas. La cantidad aproximada de datos en fotografías de Plutón y Caronte se estima en 10 GB, y son previstos 9 meses en total debido a que no existe la capacidad de recepción de datos en forma permanente, pues las antenas de recepción (red DSN) deben ocuparse también de muchas otras sondas espaciales.
Para las comunicaciones, la sonda cuenta con 2 transmisores y 2 receptores, también se usan 2 amplificadores de 12 W. La nave usa la antena parabólica de 2,1 m de diámetro de 48 dB y una antena de baja ganancia para comunicaciones de emergencia.

## Imágenes de Plutón

Plutón a larga distancia, en septiembre de 2006

La primera animación en color de la misión de la NASA muestra a Plutón y su gran luna Caronte y la compleja órbita de los dos cuerpos danzando, conocida como «sistema binario»

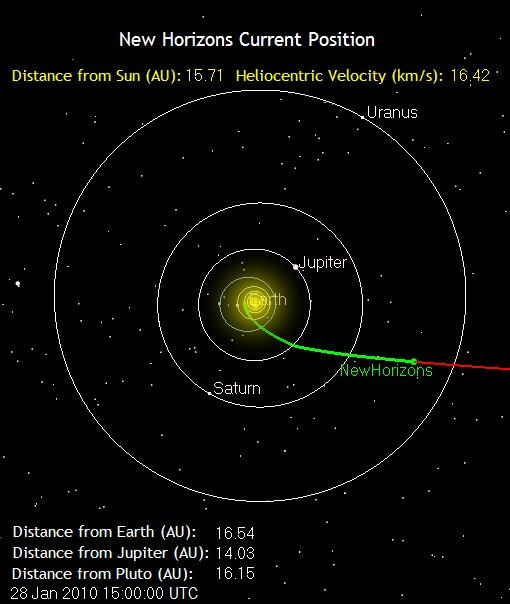
NH el 28 de enero de 2010.
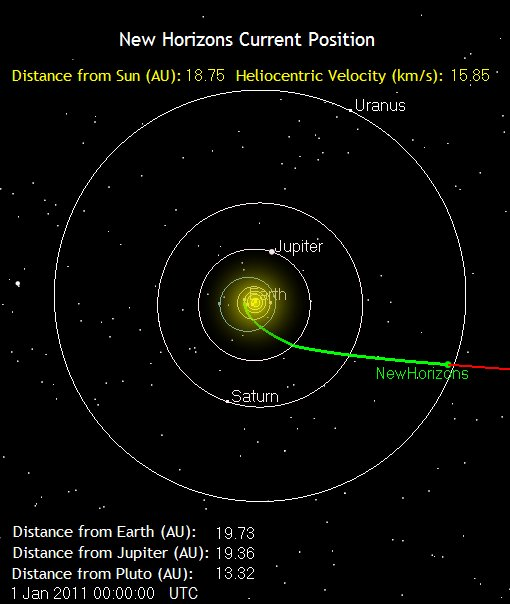
NH el 1 de enero de 2011.
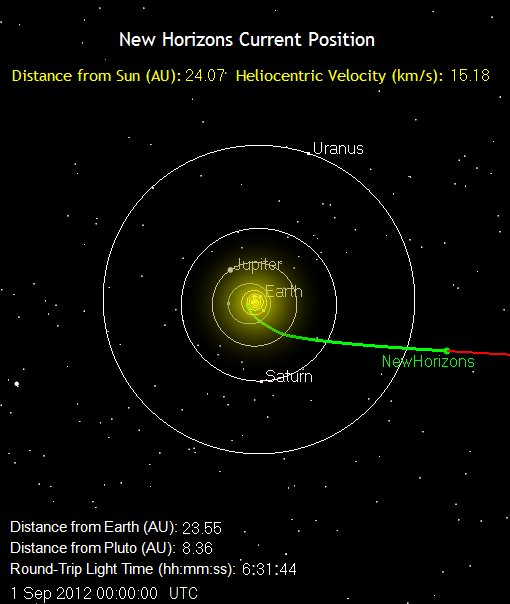
NH el 1 de septiembre de 2012.
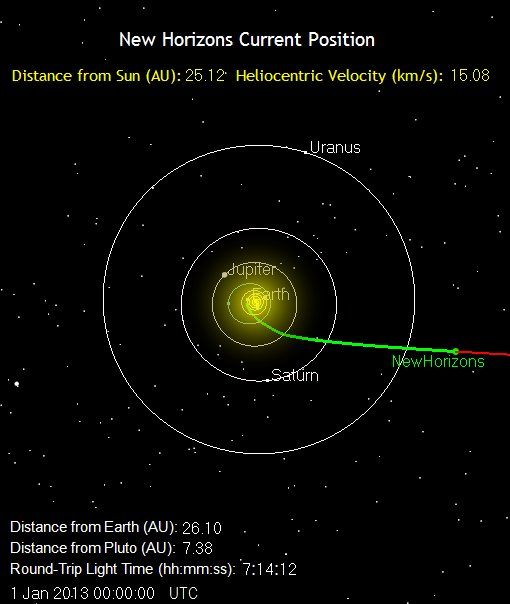
NH el 1 de enero de 2013.
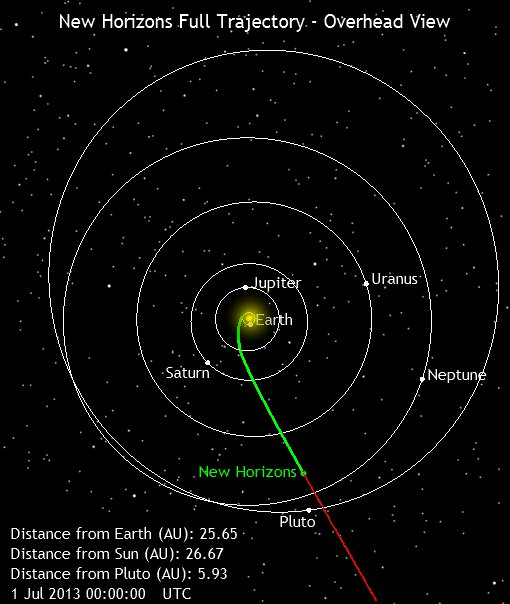
NH el 1 de julio de 2013.
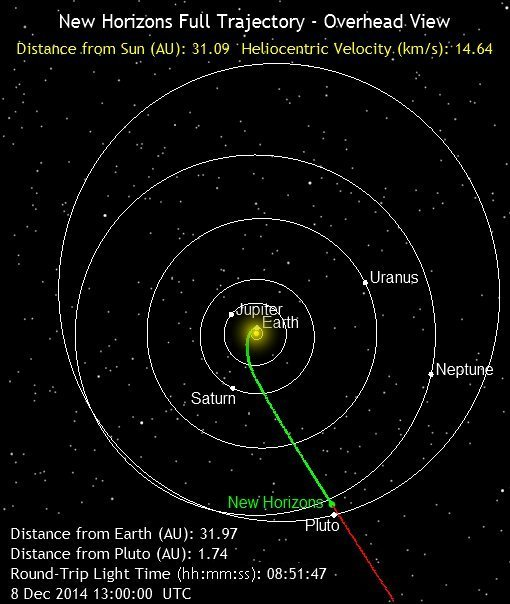
NH el 8 de diciembre de 2014.

Las primeras imágenes de Plutón hechas por la sonda fueron tomadas entre el 21 y 24 de septiembre de 2016, para probar el instrumento de Reconocimiento de Imágenes de Largo Alcance (LORRI) y fueron dadas a conocer por la NASA en noviembre de 2016. Fueron tomadas a una distancia de 4 200 millones de kilómetros de distancia; con esto quedó probado con éxito la habilidad de la sonda para rastrear objetos a una gran distancia.

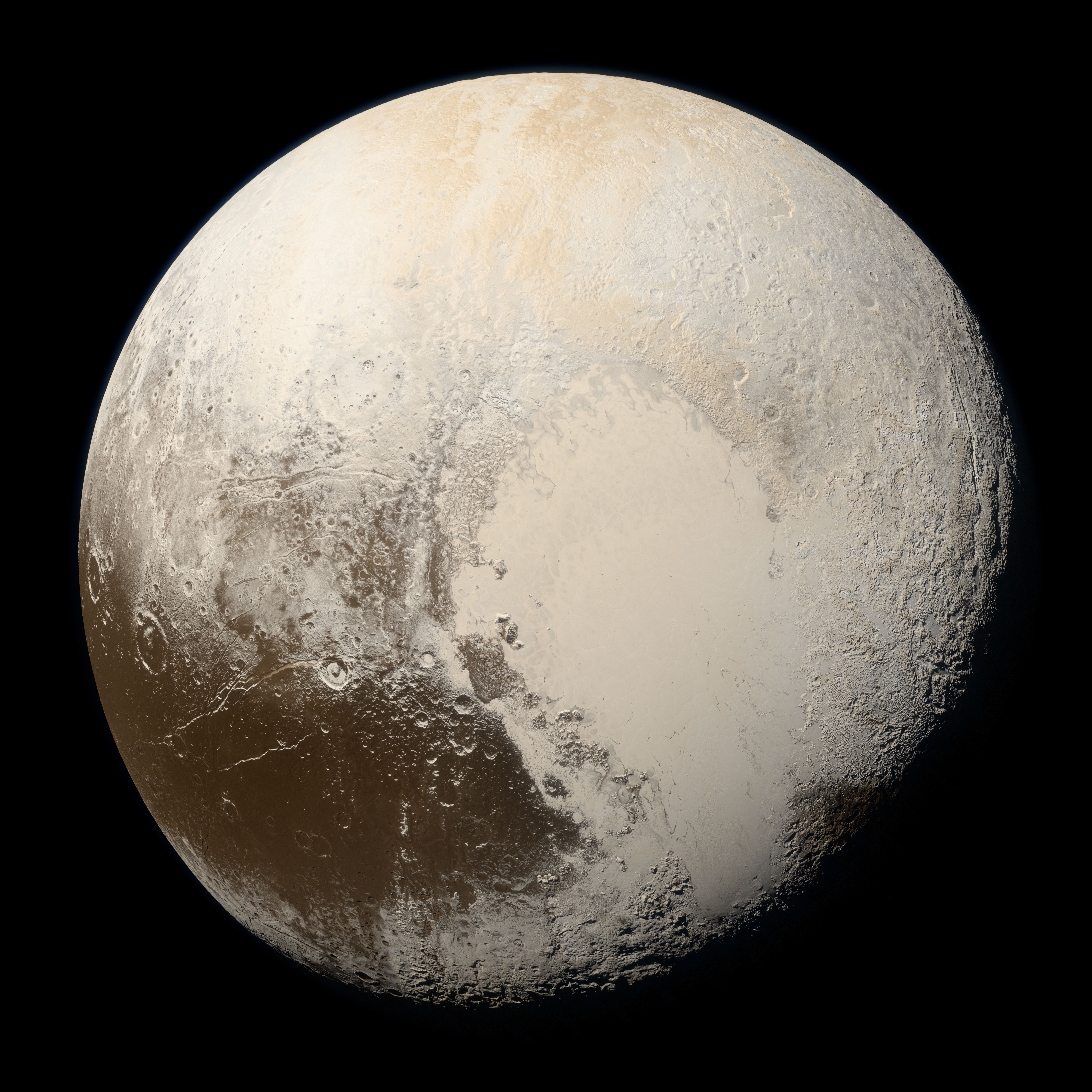
Imagen de Plutón sacada por New Horizons

## Sobrevuelo de Plutón

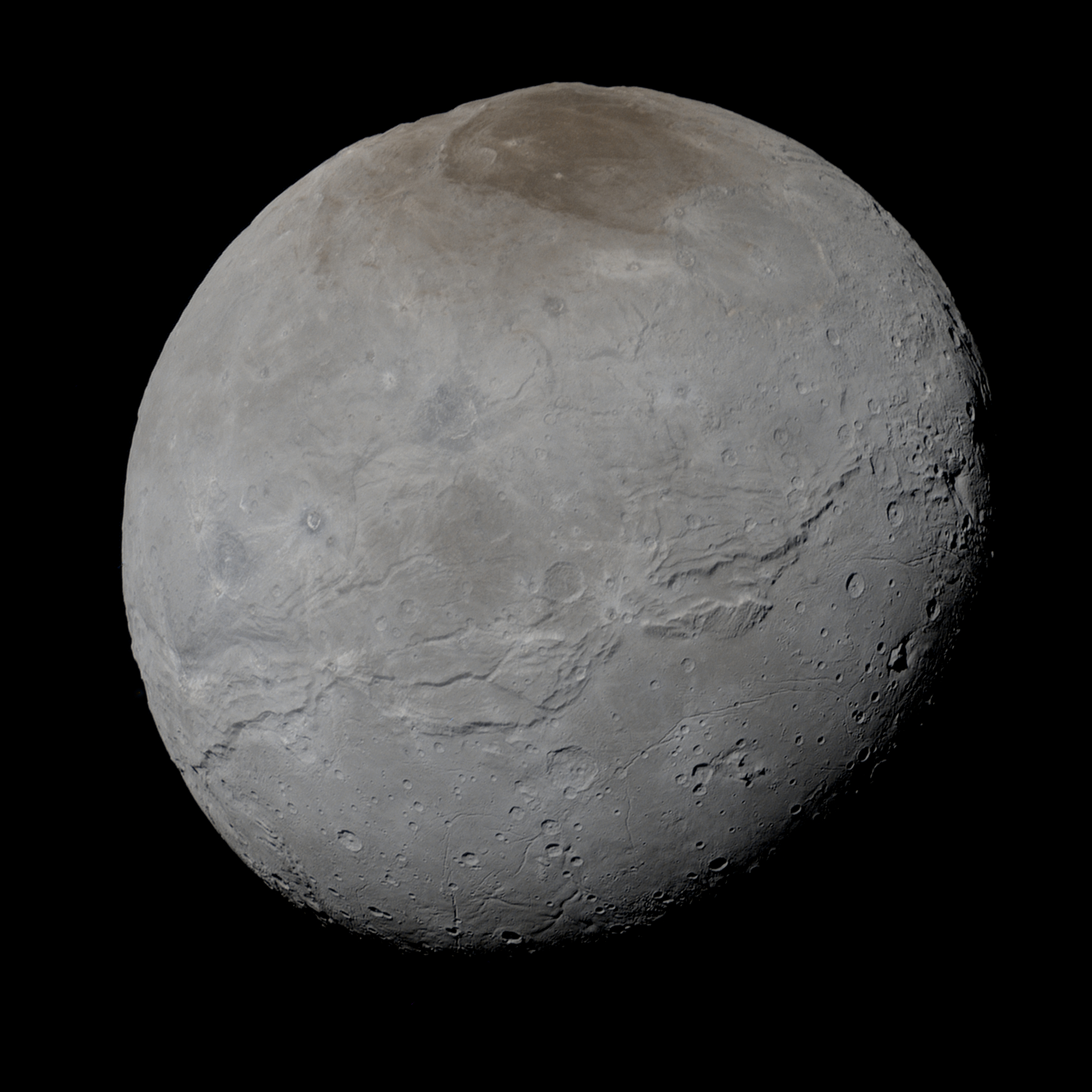
Imagen de Caronte

En julio de 2013 la sonda envió las primeras imágenes en las que se pueden distinguir como cuerpos separados a Plutón y a su satélite más grande, Caronte. Conforme New Horizons se acercaba a Plutón, las imágenes enviadas ganaban resolución. Asimismo, la sonda sacó imágenes de Caronte en su aproximación.
La sonda New Horizons pasó a 12 500 km de la superficie de Plutón en el momento de máxima aproximación el 14 de julio de 2015 a una velocidad relativa de 49 600 km/h. Pasó a 28 800 km de Caronte. La sonda aprovechó para fotografiar al planeta enano así como a sus cinco lunas (Caronte, Hidra, Nix, Kerberos y Styx) dada su cercanía.

## Sobrevuelo de 2014 MU69

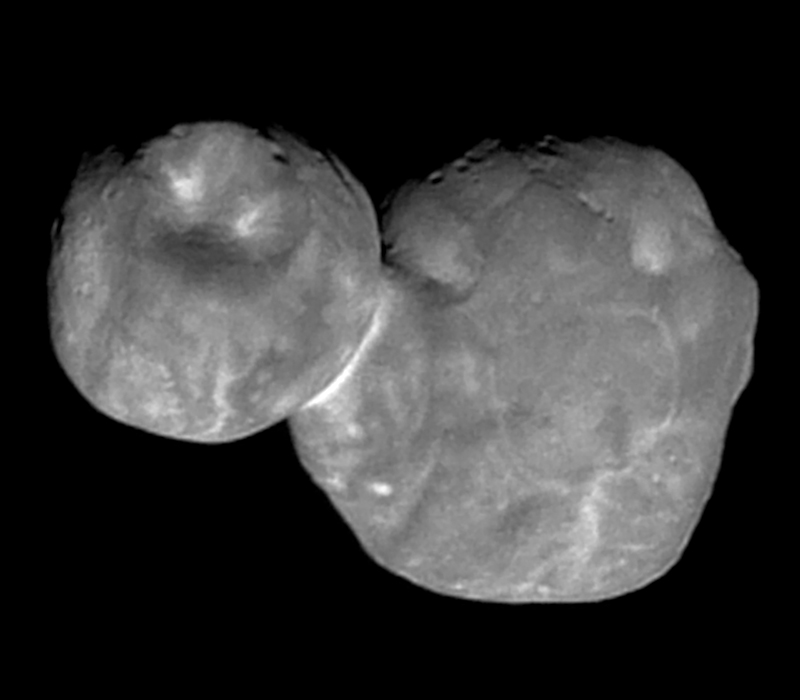
El asteroide 2014 MU69

El 1 de enero de 2019 a las 05:33 UTC, la sonda New Horizons sobrevoló el asteroide 2014 MU69, bautizado "Arrokoth". El sobrevuelo se realizó a una distancia mínima de 3500 km. Nunca antes una sonda había visitado un objeto celeste tan lejano como (486958) Arrokoth, situado a una distancia de 6 470 millones de km del Sol, unos 6 620 millones de km de la Tierra. El sobrevuelo se realizó a una velocidad de 14,43 km/s. Durante los meses posteriores, hasta septiembre de 2020, la sonda seguirá enviando los 50 gigabit de datos obtenidos durante el sobrevuelo.

### Datos obtenidos
Arrokoth, anteriormente apodado por la NASA "Ultima Thule", resultó ser un binario de contacto con unas dimensiones de 33 x 15 km formados por la unión de dos cuerpos. Se le denominó por ello "muñeco de nieve". El color real del asteroide era rojizo. Tiene un periodo de rotación de 15 horas. La superficie aparece libre de grandes cráteres en las imágenes de media resolución de la cámara LORRI, aunque habrá que esperar a las imágenes de alta resolución para ver hasta qué punto este cuerpo ha sufrido la furia de los choques con otros cuerpos del sistema solar (en las imágenes recibidas Ultima estaba iluminado con el Sol justo detrás de la nave, de ahí que sea difícil diferenciar el relieve).

## Fechas clave
- 11 de enero de 2006: comienzan las labores previas al lanzamiento en Cabo Cañaveral. Lanzamiento retrasado para realizar más pruebas.
- 16 de enero de 2006: montaje del cohete Atlas V en la torre de lanzamiento.
- 17 de enero de 2006: retrasado el primer lanzamiento debido a las malas condiciones atmosféricas.
- 18 de enero de 2006: retrasado el segundo intento de lanzamiento por una pérdida de electricidad en los laboratorios de Física Aplicada de la Universidad Johns Hopkins.
- 19 de enero de 2006: lanzamiento exitoso a las 14:00 (hora local, 19:00 UTC) tras un breve retraso debido a la nubosidad presente.
- 19 de enero de 2006: (19:30 UTC), inserción trans-joviana (TJI, trans-jovian insertion), la sonda queda en trayectoria de escape con respecto a la Tierra y el Sol.
- 19 de enero de 2006: tras solo nueve horas de viaje, la nave traspasa la órbita de la Luna.
- 7 de abril de 2006: La sonda atraviesa la órbita de Marte.

Secuencia de imágenes tomadas por la sonda New Horizons donde se observa la nube de dióxido de azufre volcánica producida por el volcán Tvashtar en la luna Ío de Júpiter, alcanzando los de altura

- 24 de agosto de 2006: Plutón pasa a ser considerado un planeta enano.
- 8 de enero de 2007: inicio del acercamiento a Júpiter.
- 10 de enero de 2007: observaciones de la luna joviana Calírroe.
- 28 de febrero de 2007: sobrevuelo de Júpiter, ocurrido hacia las 05:43:40 UTC a 2 305 000 km de distancia, con el objeto de alcanzar la velocidad de 21,219 km/s (76 388 km/h).
- 5 de marzo de 2007: finaliza la fase de encuentro con Júpiter.
- 8 de junio de 2008: en estado de hibernación electrónica, la nave llegó a una distancia de 10,06 unidades astronómicas (aproximadamente 1500 millones de km) del Sol, cruzando la órbita de Saturno, después del último paso, hace casi 27 años, realizado por la Voyager 2.
- 25 de febrero de 2010: New Horizons atravesó el punto medio de distancia en su camino entre la Tierra y Plutón.
- 17 de octubre de 2010: la nave llega a la mitad de su tiempo de vuelo a Plutón.
- 18 de marzo de 2011: New Horizons cruzó la órbita de Urano.[19]
- 24 de agosto de 2014: New Horizons cruzó la órbita de Neptuno; exactamente 25 años después de que la Voyager 2 sobrevolara a este gigante gaseoso.[19]
- Marzo de 2015 comenzaron las observaciones iniciales de Plutón y continúan las observaciones hasta la máxima aproximación.
- 3 de julio de 2015, se publican imágenes con detalles de la superficie de Plutón, en las que se muestran dos caras diferenciadas.
- 4 de julio de 2015: sufre una anomalía que forzó a una transición a modo seguro.
- 7 de julio de 2015, la sonda recuperó la operatividad científica y su rumbo a Plutón.[20]

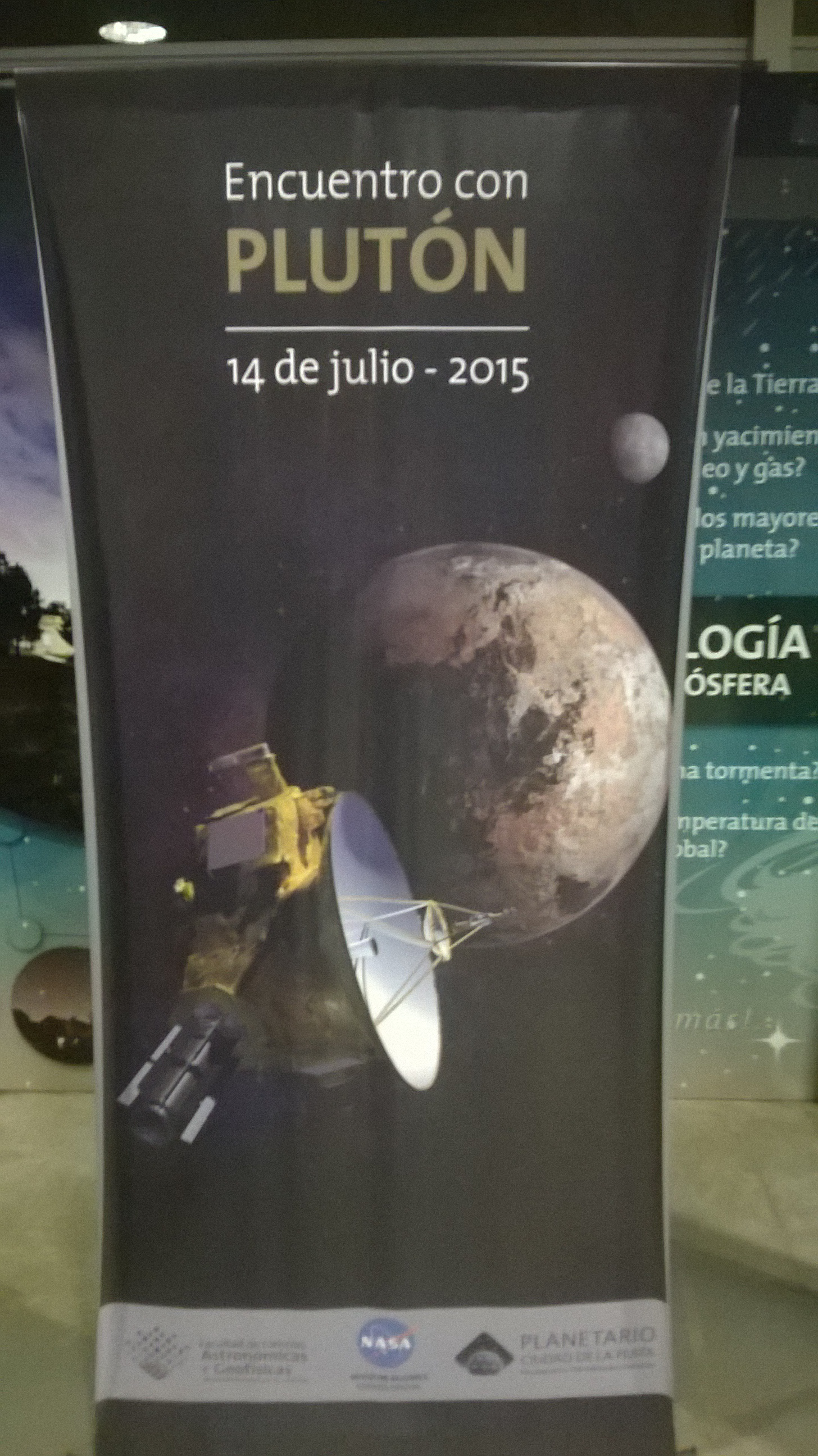
La llegada de la sonda a Plutón se vivió en todo el mundo. En la imagen el evento en la Facultad de Ciencias Astronómicas y Geofísicas (UNLP)

- 14 de julio de 2015, martes, a las 07:49 EDT, hora del este de los Estados Unidos 11:49 UTC : Máxima aproximación a 12 450 km de Plutón y posterior sobrevuelo de Caronte.
- 1 de enero de 2019, sobrevuelo del objeto transneptuniano 2014 MU69.[9]
- 25 de diciembre de 2020, divisa (a aprox. 120.3 UA) a Voyager 1.[21]

## Galería

### Imágenes del lanzamiento
| |
| Los cohetes Atlas V 551, utilizados para el despegue de la sonda New Horizons, siendo preparados un mes antes del lanzamiento |

|                                                                                 |
| Vista de Cabo Cañaveral, con los cohetes Atlas V que llevarán a la New Horizons |

|                                                                                                   |
| Retransmisión desde la NASA TV del despegue de la sonda New Horizons' desde Cabo Cañaveral (4:00) |